# Tunb
Gran Tunb (persa: تنب بزرگ, Tonb-e Bozorg; àrab: طنب الكبرى, Ṭunb al-Kubrà) i Petita Tunb (persa: تنب کوچک, Tonb-e Kuchak; àrab: طنب الصغرى, Ṭunb aṣ-Ṣuḡrà), també esmentades com Gran Tumb i Petita Tumb erròniament, ja que el nom deriva del persa Tonb (‘lloc alt’), són dues petites illes del golf Pèrsic properes a l'estret d'Ormuz, separades entre elles de 12 km i a 20 km al sud de l'illa iraniana de Qeshm. Nominalment part de l'emirat de Ras al-Khaimah estan ocupades per Iran que les considera part de la província de Hormozgan. El xeic de Ras al-Khaimah no va voler ingressar als Emirats Àrabs Units el 1971 fins que se li va garantir que el nou estat reclamaria les illes, i finalment, quan ho va aconseguir, va ingressar a la federació el febrer del 1972.
Gran Tunb té una superfície de 10,3 km². No se sap si hi ha població àrab resident i deportada, però si que s'hi ha establert una base de la marina iraniana. L'illa Petit Tunb està deshabitada.

## Història
Les illes foren possessió almenys des del 1330 dels sultans d'Ormuz, fins al 1507, i van continuar després en el mateix sultanat però sota sobirania portuguesa fins al 1622.
Van ser considerades després possessió persa com totes les illes del golf fins que els britànics el 1800 van declarar que com que els perses no exercien sobirania sobre les illes només les de la part nord els corresponien. A un mapa del 1804 apareixen com a possessió dels Banu Hule, tribu de la qual els Qasimi eren el principal clan, probablement d'origen persa i que vers el 1720 havien emigrat de la cost persa cap a la costa enfront i s'havien establert a Sharjah i Djulfar.
Entre 1745 i 1759 el xeic Qasimi de Sharjah es va establir tanmateix a la costa persa i la va dominar fins al 1767, en que en fou expulsat, però hi va tornar el 1780, va recuperar els dominis i va establir la seva sobirania sobre l'illa i port de Langeh.
L'abril del 1783 els britànics assenyalaven les illes com a dependència persa però en els mapes del període 1786-1835 s'assenyala com a dependència de Langeh.
El 1835 un vaixell britànic fou atacat pels Banu Yas prop de la Gran Tunb i es va fixar una línia entre ls illes d'Abu Musa i de Sirri que no podia ser creuada pels vaixells dels xeics. Aquestes dues illes van esdevenir seus de pirates i la línia fou modificada el 1836 per incloure també les dos illes passant la línia d'Abu Musa a la de Sair Abu Noair quedant per tant les Tunb fora de la línia i, per tant, fora de l'abast dels vaixells dels Qawasimi (plural de Qasimi) i dels Banu Yas.
La treva parcial de 1835 va esdevenir perpètua el 1853 (Perpetual Truce). Els britànics van donar llargues a resoldre la possessió de les illes que reclamaven els Qawasimi. Fins al 1886 les illes van aparèixer als mapes com a part de Langeh, on regnava una branca dels qawasimi, que no prenia part en pirateries i estretament vinculada a Sharjah.
El 1887 el govern persa va modificar l'administració, i els ports de Bushire, Langeh i Bandar Abbas amb els seus districtes i illes van formar una nova unitat separada de la província de Fars que es va dir Ports del Golf Pèrsic, el govern de la qual fou confiat a un membre de la dinastia i el govern de la branca dels Qawasimi a Langeh fou dissolt (setembre 1887).
El 1888 els britànics van reclamar la sobirania de Sirri i les Tunb, però en les converses van haver de reconèixer l'illa de Sirri als perses, ja que així ho tenien acceptat per un mapa emès per ells mateixos.
Tanmateix, després la política va canviar i la por que Pèrsia actues sota influència russa va aconsellar als britànics a prendre possessió d'algunes illes. Aquesta política fou adoptada el 1901. El 1902 es va plantejar ocupar Qeshm. Els iranians van evacuar les Tunb i Abu Musa el 14 de juny de 1904 però es van reservar la sobirania; al cap de tres dies el xeic de Sharjah va hissar la seva bandera a Abu Musa tot i que els britànics havien acordat amb els perses que cap bandera onejaria a les illes fins a determinar la sobirania. El 7 de juny de 1921 el xeix de Ras al-Khaimah fou reconegut com a sobirà separat i tot seguit va hissar la seva bandera sobre les Tunb que fins aquell dia es consideraven part de Sharjah. Ras al-Khaimah va posseir les illes fins a l'ocupació iraniana el 30 de novembre de 1971.
A partir de 1932 els britànics van insistir que Sirri, Abu Musa i les Tubs eren administrades pels Qawasimi de Langeh com a vasals dels Qawasimi de Sharjah o de Djulfar i que per tant les illes eren d'aquests emirats (Ras al-Khaimah era la capital que havia substituït a Djulfar).
El 29 de novembre de 1971 els iranians van ocupar Abu Musa d'acord amb el xeic, amb un acord de domini compartit. El 30 de novembre foren ocupades les illes Tunb, i els policies de l'emirat estacionats allí van resistir i van matar a 4 soldats iranians. Segons informacions iranianes les illes eren deshabitades i segons l'emirat la població de les illes (unes dotzenes o uns centenars segons les fonts) fou deportada.